# Paulus Hartog
Pour les articles homonymes, voir Hartog.
Paulus Hartog, né le 23 juin 1735 à Leyde et mort le 15 février 1805 à Altona, est un homme politique néerlandais.

## Biographie
Avocat, Hartog est lieutenant de la milice de Rotterdam de 1764 à 1771 puis général des corps francs de la ville pendant la Révolution batave. En 1787, il quitte les Provinces-Unies et voyage en Europe et en Amérique.
Le 21 janvier 1795, il participe au renversement de la municipalité de Rotterdam et à son remplacement par une municipalité patriote dont il fait partie. Un mois plus tard, il devient adjoint des bourgmestres et nommé représentant à l'assemblée provisoire de Hollande. Le 27 janvier 1796, il est élu député à la première assemblée nationale batave, qu'il préside du 27 juin au 11 juillet. Le 2 décembre, sa proposition pour que la République batave soit une « république une et indivisible » est adoptée par 73 voix contre 38. 
Le 2 août 1797, il est réélu à l'assemblée mais il refuse de siéger et s'installe à Altona, près de Hambourg.